# Aartsbisdom Ravenna-Cervia
Het aartsbisdom Ravenna-Cervia (Latijn: Archidioecesis Ravennatensis-Cerviensis; Italiaans: Arcidiocesi di Ravenna-Cervia) is een in Italië gelegen rooms-katholiek aartsbisdom met zetel in de stad Ravenna. De aartsbisschop van Ravenna-Cervia is metropoliet van de kerkprovincie Ravenna-Cervia, waartoe ook de volgende suffragane bisdommen behoren:
- Bisdom Cesena-Sarsina
- Bisdom Forlì-Bertinoro
- Bisdom Rimini
- Bisdom San Marino-Montefeltro

## Geschiedenis
Het bisdom Ravenna werd opgericht in de eerste eeuw en in de 6e eeuw verheven tot aartsbisdom. De eerste aartsbisschop was Maximianus tijdens het Byzantijns bestuur van keizer Justinianus. Het bisdom Cervia werd in de 6e eeuw opgericht. Sinds 7 januari 1909 waren beide bisdommen al in een personele unie verbonden en vanaf 22 februari 1947 aeque principaliter. Op 30 september 1986 werden de bisdommen samengevoegd.

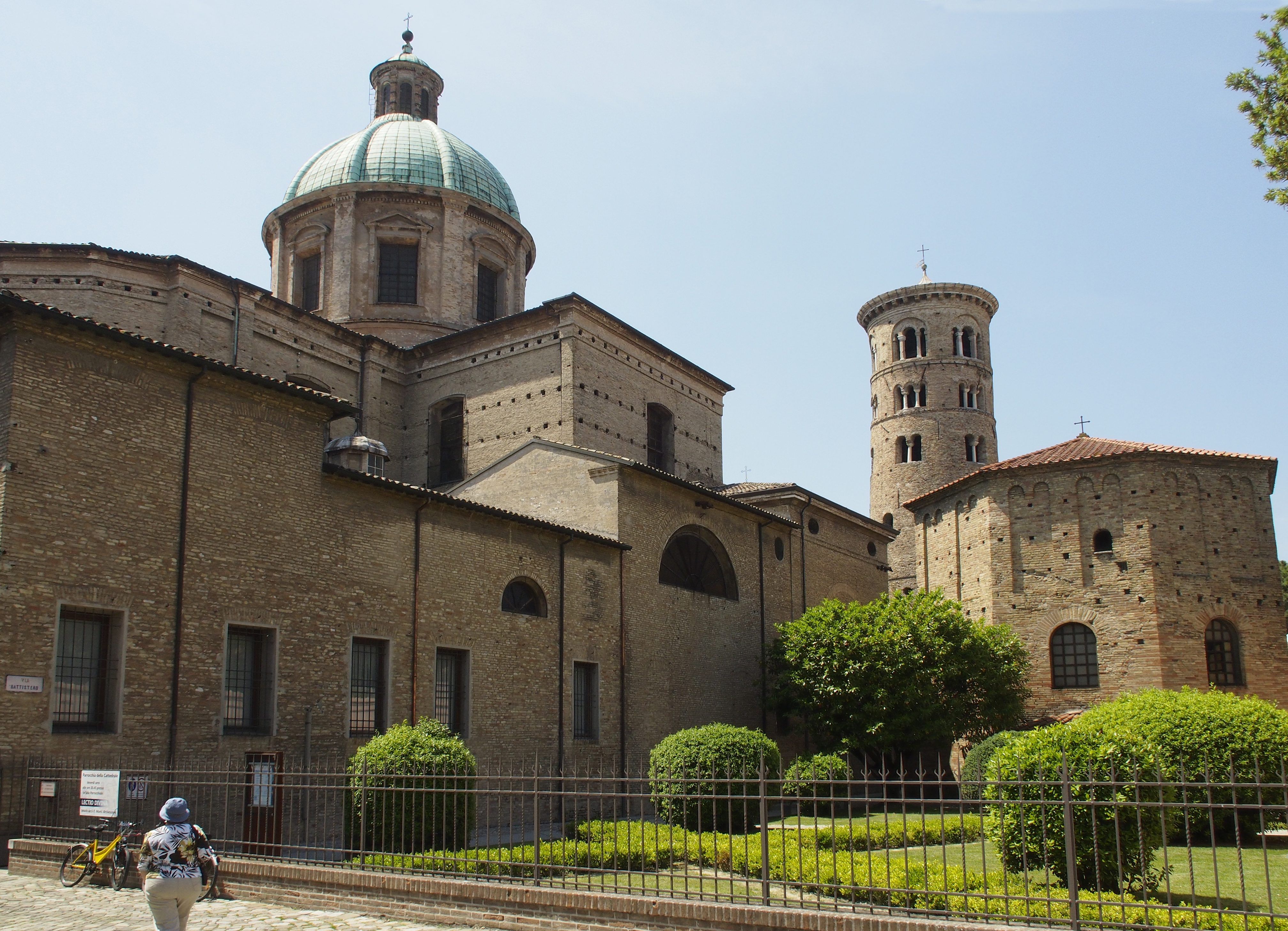
De kathedraal van Ravenna, zetel van het aartsbisdom
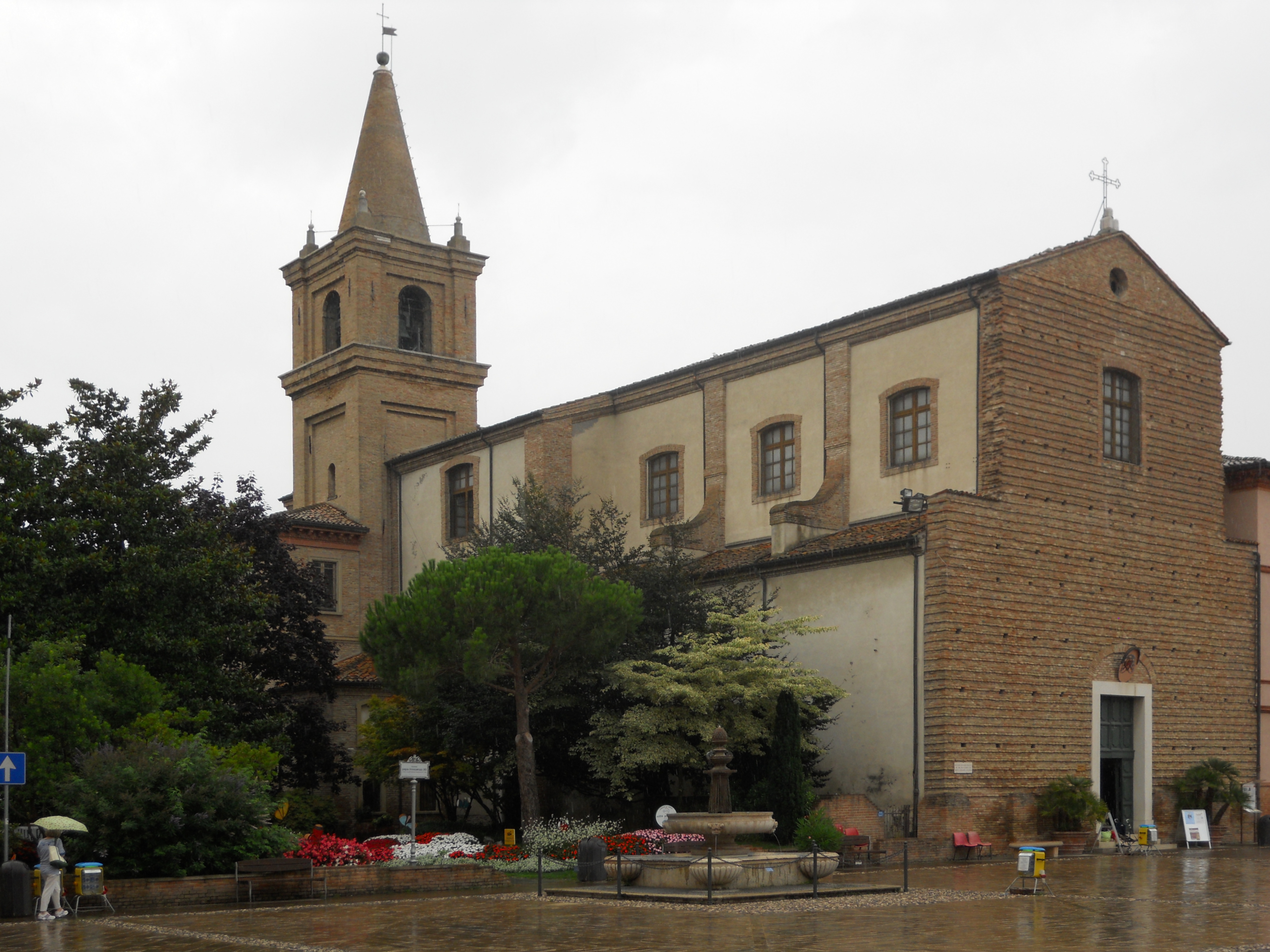
Cokathedraal van Cervia